# التعاون الصيني الألماني (1911-1941)

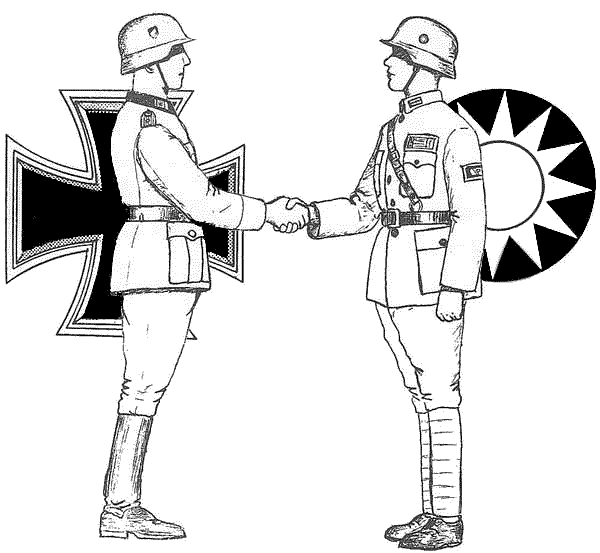
التعاون الصيني الألماني

التعاون الصيني الألماني (بالألمانية: Chinesisch-Deutsche Kooperation) يشير إلى العلاقات التجارية والعسكرية بين جمهورية الصين وألمانيا في الفترة ما بين 1911 و1941. وكانت ثورة شينهاي قد نجحت في تأسيس جمهورية الصين عام 1911 وإسقاط الحكم الإمبراطوري في الذي دام لأكثر من 2,000 عام وتنازل آخر ملوك سلالة تشينغ عن الحكم عام 1912. وقد سعت حكومة الجمهورية إلى تحديث كل من القوات المسلحة والصناعات العسكرية وفي الوقت ذاته كانت ألمانيا بحاجة إلى المواد الخام وقد مهد ذلك إلى علاقات وثيقة بين ألمانيا والصين في ثلاثينيات القرن العشرين.

## الخلفية التاريخية
كانت التعاملات التجارية بين الصين وألمانيا تتم بريَّاً عبر سيبيريا حيث كانت تخضع لضرائب العبور من قبل الحكومة الروسية وبهدف جعل التجارة أكثر ربحية قرر الألمان سلوك الطرق البحرية فتأسست عام 1752 الشركة البروسية الملكية للتجارة الآسياوية لتصل السفن الألمانية إلى الصين. في عام 1861 وقعت معاهدة تينتسين التي أنهت حرب الأفيون الثانية وقد نصت المعاهدة على فتح خطوط تجارية رسمية بين الصين وعدة دول أوروبية من بينها مملكة بروسيا. وفي أواخر القرن التاسع عشر كانت بريطانيا تسيطر على التجارة الصينية الخارجية ولذلك سعى رئيس الوزراء الألماني بسمارك لإيجاد موطئ قدم لألمانيا في الصين حيث نجح في مارس 1885 بتمرير قانون رفض سابقاً ينص على منح إعانة حكومية سنوية للسفن البخارية التجارية التي تقوم بخدمات النقل للصين. وفي نفس العام أرسل بيسمار أول وفد ألماني من المصرفيين والصناعيين للبحث عن الفرصة الاستثمارية في الصين وهو الأمر الذي أدى إلى تأسيس البنك الألماني الآسيوي عام 1890. ومن خلال هذه الجهود أصبحت ألمانيا تحتل المرتبة الثانية بعد بريطانيا في التجارة والنقل مع الصين عام 1896.
في تلك الفترة لم تكن ألمانيا تسعى لطموحات إمبريالية في الصين وبدت مقيدة أكثر مقارنة مع بريطانيا وفرنسا لذلك رأت الصين في ألمانيا الشريك القادر على تطوير قدراتها العسكرية حيث بنت ألمانيا للصين بارجتين حربيتين لتعزيز الأسطول الصيني سلمتا عام 1885. وفي عام 1898 قامت الصين بتأجير منطقة كياتشو لألمانيا لمدة 99 عام.
في عام 1902 دخلت الإمبراطورية اليابانية في حلف عسكري مع الإمبراطورية البريطانية، وبالمقابل حاولت ألمانيا عام 1907 تأسيس حلف عسكري يضم أمريكا والصين وألمانيا إلا أن ذلك لم يتحقق. وحينما سقط النظام الملكي في الصين عام 1912 منحت ألمانيا للحكومة الجمهورية الجديدة قرض بمبلغ 6 ملايين مارك. وحينما اندلعت الحرب العالمية الأولى عام 1914 عرضت ألمانيا إعادة منطقة كياتشو إلى الصين من أجل الحفاظ عليها من أن تقع تحت سيطرة الحلفاء إلا أن اليابان استبقت ذلك ودخلت الحرب إلى جانب الحلفاء وغزت منطقة كياتشو. وفي عام 1917 دخلت الصين الحرب بجانب الحلفاء.

## التعاون الصيني الألماني في العشرينيات
بموجب شروط معاهدة فرساي، كان الجيش الألماني مقيدًا بـ 100 ألف رجل فقط، وفُرض عليه تخفيض إنتاجه الصناعي العسكري بشكل كبير. ومع ذلك، لم تستطع المعاهدة تقليل مكانة ألمانيا كرائد عالمي في الابتكار العسكري، واحتفظت الصناعة الألمانية بالآلات والتكنولوجيا لإنتاج المعدات العسكرية؛ لذلك، وبهدف التحايل على قيود المعاهدة، أقامت الشركات الصناعية شراكات مع دول أجنبية، مثل الاتحاد السوفيتي والأرجنتين، من أجل إنتاج الأسلحة وبيعها بشكل قانوني.
نظرًا لأن الحكومة الصينية لم توقع على معاهدة فرساي، أُبرمت معاهدة سلام منفصلة في عام 1921.
بعد وفاة يوان شي كاي، انهارت حكومة بييانغ، واجتاحت البلاد حرب أهلية، تنافس فيها العديد من أمراء الحرب الصينيين على السيادة. بدأ منتجو الأسلحة الألمان في البحث عن إعادة العلاقات التجارية مع الصين للاستفادة من سوقها الواسع للأسلحة والمساعدات العسكرية.
سعت حكومة الكومينتانغ أيضًا إلى الحصول على مساعدة ألمانية، ورتب المتعلم الألماني تشو تشيا هوا جميع الاتصالات الصينية الألمانية تقريبًا منذ عام 1926 حتى عام 1944. دفعت العديد من الأسباب (إضافة إلى الخبرة التكنولوجية الألمانية) ألمانيا لتكون المرشح الأول في العلاقات الخارجية الصينية. أولًا، لم تعد ألمانيا مهتمة بامتلاك مستعمرات في الصين بعد الحرب العالمية الأولى، على عكس الاتحاد السوفيتي، الذي ساعد في إعادة تنظيم الكومينتانغ وفتح عضوية الحزب للشيوعيين. ولم يكن لألمانيا أي مصلحة سياسية قد تؤدي إلى مواجهات مع الحكومة المركزية في الصين. إضافة لكل ما ذُكر، رأى تشيانج كاي شيك في توحيد ألمانيا أمرًا قد تستطيع الصين أن تتعلمه وتحاكيه. وهكذا، كان يُنظر إلى ألمانيا على أنها قوة أساسية في «التطور الدولي» للصين.
في عام 1926، دعا تشو شيا-هاو ماكس باور لمسح إمكانيات الاستثمار في الصين، وفي العام التالي، وصل باور إلى غوانغزو وعُرض عليه منصب مستشار تشيانغ كاي شيك. سرعان ما استطاع تجنيد 46 ضابطًا ألمانيًا آخر لتقديم المشورة وتدريب القوات القومية، وابتكر الإستراتيجية التي سمحت للقوميين بالفوز في حملات 1929 ضد أمراء الحرب. في عام 1928، عاد باور إلى ألمانيا لتعيين بعثة استشارية دائمة لجهود التصنيع في الصين. ومع ذلك، لم يكن باور ناجحًا تمامًا، فقد ترددت العديد من الشركات بسبب عدم الاستقرار السياسي في الصين، فقد كان باور شخصًا غير مرغوب فيه لمشاركته في انقلاب كاب لعام 1920. بالإضافة إلى ذلك، كانت ألمانيا لا تزال مقيدة بمعاهدة فرساي، مما جعل الاستثمار العسكري المباشر مستحيلًا. بعد عودته إلى الصين، أصيب باور بالجدري وتوفي ودُفن في شنغهاي. قدم باور الأساس للتعاون الصيني الألماني اللاحق. فقد حاول تقليص الجيش الصيني لإنتاج قوة صغيرة ولكن متميزة، ودعم فتح السوق الصينية لتحفيز الإنتاج والصادرات الألمانية.

## المساعدات الألمانية لجعل الصين دولة صناعية
في عام 1936، كان لدى الصين حوالي 10 آلاف ميل (16000 كم) من السكك الحديدية، أي أقل بكثير من 100 ألف ميل (160 ألف كم) التي تصورها صن يات صن. بالإضافة إلى ذلك، كان نصف هؤلاء في منشوريا التي تسيطر عليها اليابان. كان التقدم بطيئًا في تحديث النقل في الصين نتيجة تضارب المصالح الأجنبية. كانت الاعتمادات الخارجية الصينية بحاجة إلى موافقة من البنوك البريطانية والفرنسية والأمريكية واليابانية بحسب اتفاق اتحاد الطاقة الرباعي الجديد عام 1920. وكانت الدول الأجنبية الأخرى مترددة في توفير التمويل بسبب الكساد الكبير.
ومع ذلك، أدت سلسلة من الاتفاقيات الصينية الألمانية في 1934-1936 إلى تسريع بناء السكك الحديدية في الصين بشكل كبير. بُنيت خطوط السكك الحديدية الرئيسية بين نانتشانغ وتشجيانغ وقويتشو. حدثت هذه التطورات السريعة لأن ألمانيا كانت بحاجة إلى وسائل نقل فعالة لتصدير المواد الخام، وخدمت خطوط السكك الحديدية حاجة الحكومة الصينية لبناء مركز صناعي جنوب نهر اليانغتسي. خدمت السكك الحديدية أيضًا أغراض عسكرية مهمة. فبعد بناء سكة حديد هانغزو-غويانغ، استطاع النقل العسكري المرور عبر وادي دلتا اليانغتسي، حتى بعد فقدان شنغهاي ونانكينغ. وبالمثل، وفّرت سكة حديد جوانجزو-هانكو النقل بين الساحل الشرقي ومنطقة ووهان وأثبتت لاحقًا قيمتها في المراحل الأولى من الحرب الصينية اليابانية الثانية.
كان أهم مشروع صناعي من التعاون الصيني الألماني هو الخطة الثلاثية لعام 1936، والتي كانت تدار من قبل لجنة الموارد الوطنية التابعة للحكومة الصينية وشركة هابرو. كانت أغراضها إنشاء قوة صناعية قادرة على مقاومة اليابان على المدى القصير وإنشاء مركز للتنمية الصناعية الصينية المستقبلية على المدى الطويل. شملت العديد من المكونات الأساسية، مثل احتكار جميع عمليات التنجستن والأنتيمون، وتطوير محطات توليد الكهرباء والمصانع الكيماوية. ازدادت تكلفة المشاريع جزئيًا، لكن كان ذلك نتيجة لتضاعف سعر التنجستن بين عامي 1932 و1936. قدمت ألمانيا خط ائتمان بقيمة 100 مليون مارك إلى الكومينتانغ. أدت الخطة الثلاثية إلى استلام فئة من التكنوقراط المتعلمين تعليمًا عاليًا إدارة المشاريع المملوكة للدولة. في ذروة البرنامج، شكلت التجارة مع ألمانيا 17% من تجارة الصين الخارجية وكانت الصين ثالث أكبر شريك تجاري مع ألمانيا. كان للخطة الثلاثية وعود كثيرة، لكنها تقوّضت العديد من فوائدها مع بدء الحرب الصينية اليابانية الثانية.

## ميراث التعاون الصيني الألماني
كان التعاون الصيني الألماني في الثلاثينيات من القرن الماضي أكثر ما زاد طموح ونجاح «التنمية الدولية» المثالية لشركة صن يت صن لتحديث الصين. أدت خسارة ألمانيا لأراضيها في الصين بعد الحرب العالمية الأولى، وحاجتها إلى المواد الخام، وعدم اهتمامها بالسياسة الصينية، إلى زيادة معدل وإنتاجية تعاونها مع الصين. فقد كان كلا البلدين قادرين على التعاون على أساس المساواة والاعتمادية الاقتصادية. سرّعت أيضًا حاجة الصين الملحة للتنمية الصناعية لخوض مواجهة نهائية مع اليابان أيضًا من هذا التقدم. ودفع إعجاب الصين بالصعود السريع لألمانيا بعد هزيمتها في الحرب العالمية الأولى وأيديولوجيتها الفاشية بعض الصينيين داخل الدائرة الحاكمة إلى صياغة الفاشية كحل سريع لمشاكل الانقسام والارتباك السياسي في الصين.
باختصار، على الرغم من أن التعاون الصيني الألماني امتد لفترة قصيرة فقط، ودمر الكثير من نجاحها في الحرب مع اليابان، لكن كان له بعض التأثير الدائم على تحديث الصين. بعد هزيمة الكومينتانغ خلال الحرب الأهلية الصينية، انتقلت إلى تايوان. تدرب العديد من المسؤولين الحكوميين في جمهورية الصين في تايوان في ألمانيا، مثل ابن شيانغ بالتبني شيانغ وي كو. يمكن أن يُعزى جزء كبير من التصنيع السريع في تايوان بعد الحرب إلى الخطط والأهداف الموضوعة في الخطة الثلاثية لعام 1936.